# 23 février 1936
Le dimanche 23 février 1936 est le 54e jour de l'année 1936.

## Naissances
- Alain Derobe (mort le 11 mars 2012), directeur de la photographie et stéréographe français
- Damaskinos d'Andrinople (mort le 5 novembre 2011), métropolite grec orthodoxe
- Federico Luppi (mort le 20 octobre 2017), acteur et réalisateur argentin
- Gerald Pomraning (mort le 6 février 1999), physicien américain
- Isabelle Ebanda, femme politique camerounaise
- Jaime Salinas Sedo, général de brigade péruvien, connu pour avoir mené une tentative de coup d'État le 13 novembre 1992 au Pérou
- John Truscott (mort le 5 septembre 1993), acteur, directeur artistique, et designer australien
- Manuel Bartlett Díaz, personnalité politique mexicaine
- Miguel Farré Mallofré, pianiste et joueur d'échecs catalan
- Roger Rivière (mort le 1er avril 1976), coureur cycliste français
- Siegfried Valentin, athlète allemand

## Décès
- Sergey Chekhonin (né en 1878), artiste russe
- William Adamson (né le 2 avril 1863), politicien britannique

## Événements
- Découverte de l'astéroïde (2067) Aksnes